# 黎龍鋌
黎 龍鋌（れい りゅうてい、レ・ロン・ディン、ベトナム語：Lê Long Đĩnh / 黎龍鋌）は、前黎朝大瞿越の第3代（最後の）皇帝。『大越史記全書』によれば「臥朝皇帝」（ベトナム語：Ngọa Triều Hoàng đế / 臥朝皇帝）、ただし、『欽定越史通鑑綱目』の説では「臥朝皇帝」は諡ではないという。
殺戮と酒色乱倫にふけり、ベトナム史上における暴君とされる。

## 生涯

### 生誕から成長期
前黎朝の初代皇帝黎桓の五男として、祗候妙女を生母として生まれる。992年、黎龍鋌は父の黎桓により開明王（ベトナム語: Khai Minh vương）に封ぜられ、居住を藤州とする。黎桓は980年の即位以來、長男の擎天大王黎龍鍮を皇太子として擁立し、その兄弟は各地に冊封して藩王とした。しかし1000年、黎龍鍮は父の黎桓に先んじて没する。これを受けた黎龍鋌は将来皇帝になる野望を抱き、黎桓に自身を皇太子に任命するよう働きかけるが、群臣は「長幼の序」を乱すものとして大反対した。1004年、黎桓は黎龍鋌の兄で三男の南封王黎龍鉞を皇太子に任じ、黎龍鋌・黎龍錫をそれぞれ開明大王と東城大王に封じる。しかし黎龍鋌の胸中から、皇位への執着が消え去ることはなかった。

### 皇位簒奪
1005年、黎桓の崩御に伴い、皇太子黎龍鉞が即位する（中宗）が、開明大王黎龍鋌・東城大王黎龍錫・中国王黎龍鏡ら弟たちはそれぞれの領地において皇位簒奪の策をめぐらす。この動きを受けた中宗は黎龍錫に先制攻撃を仕掛け、機羅海口（現在のハティン省キーアイン）に破るものの、ほどなくして黎龍鋌に弑逆された。こうして皇位を奪った黎龍鋌は自身の尊号を開天応運聖文神武則天崇道大勝明光孝皇帝とし、生母には興国広聖皇太后の名を捧げ、自身には4人の皇后を擁立する。群臣が皆恐れて四散逃亡する中、ただ指揮使の李公蘊のみは中宗の遺体を抱いて慟哭していた。黎龍鋌は彼の忠義を讃え、李公蘊を四廂軍副指揮使に任じた。
御北王黎龍釿と中国王黎龍鏡が扶蘭寨でこぞって反乱を起こした。黎龍鋌は親征して敵陣を包囲すること数カ月に及ぶ。黎龍釿は戦況の不利を悟り、黎龍鏡を斬って投降した。その後の黎龍釿は自軍を率いて峰州（現在のフート省）の御蛮王黎龍釘を攻め、投降させる。以降、諸王は続々と投降し、皇位をめぐる混乱は鎮圧された。

### 在位中の業績
一連の乱を平定し終えた黎龍鋌は、自らの政権の安定化に努めた。1006年、黎龍鋌は長男の黎龍乍を太子として立て、養子の黎紹理を楚王とし、黎紹勲を漢王とした。さらに宮中の官位制度と正装は宋を手本とした。
安南における宮中の内紛を見て取った宋の官吏の凌策は、時の皇帝真宗に対し、混乱に乗じて兵を送り、安南を平定すべきであると建議する。しかし真宗は「安南は恭順を示している。その地は酷熱であり、兵馬を損ねる恐れがある」として出兵の建議を退けた。一方、黎龍鋌は弟の黎龍鏦と書記の黄成雅を朝貢使節として宋に派遣した。1007年、宋の真宗は黎龍鋌を交趾郡王・領静海軍節度使に封じ、黎至忠（ベトナム語：Lê Chí Trung / 黎至忠）の名を授けた。
黎龍鋌の暴虐は父に勝り、その性は殺戮を好んだ。1008年、黎龍鋌は都良州・渭龍州・按洞・驩州・千良州に親征して異民族を捕虜とし、馬を鹵獲した。黎龍鋌は捕虜をむごたらしく処刑することで高揚感に浸ったという。1009年、愛州の武瀧江に行幸した折、川で多数の民衆が泳ぎ渡るのに難儀し、溺死者も出ていると聞きつけた黎龍鋌は人々を無理やり川に追い込んで泳ぎ渡らせたが、ただ一人の溺死者も出なかった。その後で川に浮橋を架けさせ、通行人の便宜を図った。

### 暴虐にて好色なる君主
『大越史記全書』の記載によれば、黎龍鋌は残虐嗜好の持ち主であり、その暴虐は父に勝った。さらに黎龍鋌は人に心理的・肉体的苦痛を与えるために様々な工夫を凝らすことを一種の趣味とした。あるとき行幸した川に多くの毒蛇が潜むと聞きつけた黎龍鋌はわざと小舟を河中に進みこませ、蛇害を恐れる人々を戦かせた。またある時は郭昂なる僧侶の頭を台としてサトウキビを刻み、わざと手元を損ねて僧の頭が傷つき血を流す様に爆笑した。またある時は諸王を招いた宴席にそれとは知らせず猫肉料理を供し、列席者が腹に収めた頃合いに「材料」として猫の頭を披露した。そして、列席者が吐き気を催す様を見て喜んだ。
黎龍鋌は罪人を処刑するにあたり、様々な酷い方法を用いた
- 罪人に油を染み込ませた藁を巻き付けた上、火を放って焼き殺した。
- わざと切れ味を鈍らせた刃物で罪人を凌遅刑に処し、死にきれず呻く姿に大笑いしていた。
- 異民族の捕虜を波打ち際に作った牢に閉じ込め、満潮で徐々に水中に没して溺死する様を見ては喜んだ。
- 山の崖際に生えた木に罪人を登らせた上で、その木を切り倒した。そして墜落死するさまを眺めて楽しんだ。

黎龍鋌の元には佞臣が侍り、宮中は乱れた。
このほか黎龍鋌は好色でもあった。弟の黎龍鏦が宋に朝貢した折、蕭氏なる女性を騙して大瞿越に連れ帰らせ、自らの愛妾とした。痔を患い床の上に臥したままで政務を執った（「臥以視朝」）ため、時の人は黎臥朝（ベトナム語：Lê Ngọa Triều / 黎臥朝）と綽名した。ベトナムの民間伝承では、過度の酒色が原因とされる。

### 前黎朝の滅亡
黎龍鋌の暴虐なる振る舞いに政治は乱れ、人心は離反した。そんな中、民衆の間では「十八子」なる者が新たな王としてこの国を統べるとの噂が立ち始める。僧の万行は「十八子」とは「李」、すなわち親衛殿前指揮使の李公蘊だろう。彼こそが将来の名君だろうと予言する。この噂を聞きつけた黎龍鋌は李姓の大臣を誅するものの、李公蘊のみは信頼していたため死を免れることができた。
1009年、黎龍鋌は突如として崩じる。在位わずかに4年、24歳だった。黎龍鋌の暴虐に前黎朝の大臣らは離反し、皇太子の開封王黎龍乍はわずか10歳。この状況の中で、黎龍鋌の弟の黎龍鏦と黎龍鍉の間で皇位をめぐる争いが勃発する。そんな中、李公蘊と右殿前指揮使の阮低はそれぞれ500の兵を率い、殿中を護るとの名分で宮中に侵入した。文武百官や僧らは李公蘊こそ新帝にふさわしいと、新帝に推挙した。こうして李公蘊は即位し、翌年より元号を順天に改め、李朝を興した。かくて前黎朝は滅亡した。

## 家族
- 父：大行皇帝 黎桓
- 母：興国広聖皇太后[1]（祗候妙女（別名は初候夷女））[2]）

- 后：感聖皇后[5]ら四人[1]
- 妾：蕭氏（宋の人）[5]

- 長男：開封王 黎龍乍（皇太子に冊封）[1]
- 養子：
  - 楚王 黎紹理[1]
  - 漢王 黎紹勲[1]
  - 三原王 黎偓佺（感聖皇后の義子、1008年三原王に冊封）[5]